# Dampierre-sur-Salon
 Dampierre-sur-Salon  es una población y comuna francesa, situada en la región de Franco Condado, departamento de Alto Saona, en el distrito de Vesoul. Es el chef-lieu y mayor población del cantón de Dampierre-sur-Salon.

## Demografía
| 931 | 1076 | 1205 | 1237 | 1227 | 1218 |
| Para los censos de 1962 a 1999 la población legal corresponde a la población sin duplicidades (Fuente: INSEE [Consultar]) |      |      |      |      |      |

## Personas vinculadas
- Maurice Couyba, político.